# بوبي بولند
بوبي بولند هي مسرحية لنانسي هيستي عرضت لأول مرة خارج برودواي في مسرح آركلايت، من 1 مارس إلى 10 يوليو 2001. في عام 2003، جرت محاولة لإنتاج خارج برودواي بطولة فرح فوسيت. ولكن أغلق العرض أثناء المعاينات.

## القصة
تبدأ في عام 1967 في كرستفيو، فلوريدا. هي تدير مدرسة السحر وهي نجمة مسرحية. إنها مدينة صغيرة وجذابة، وتحاول زيادة انتشار موسيقى الروك أند رول. إنه حيث مقياس الرجل هو مقدار ما يقدمه لعائلته، حيث يتم التغاضي عن النشاط الجنسي، ولا تزال المدارس الساحرة موجودة والمسرح جزء مهم من الحياة الاجتماعية للجميع.
قبل عشرين عامًا، كانت بوبي ملكة جمال فلوريدا، ومن ذلك اكتسبت معتقدات صحيحة بالطريقة التي يجب أن يتعامل بها السيدات والسادة تجاه بعضهم البعض. سام هو جارها هابردشر الذي يعمل في صناعة الخردوات ومدير المسرح. بوبي متزوجة من حبيبها في المدرسة الثانوية، روجر، الذي كان في يوم من الأيام لاعب كرة قدم رائع. يعمل حاليًا في مكتب ويكره ذلك، ويفضل أن يقوم بالنجارة. لقد أصبح جو شمو، يرتدي البدلة وربطة العنق، ويقوم بالمهمة لإرضاء فكرة زوجته عن الزوج، ويكمل معه تسلق سلم الشركة والحفاظ على منزل أنيق ومزدهر.
تبدأ المسرحية مع بوبي وروجر يستعدان للمنزل لأن مالك شركته، جورج ماكجوان، أعلن عن إمكانية الترقية له. بعد ذلك، يكون لدى بوبي إحدى طالبات مدرسة السحر، سوزان، أن تكون مضيفة وبوبي تنزعج روجر قبل أن يدق الجرس. عندما يحدث ذلك، يشعرون بالصدمة عندما يرون أن جورج لم يحضر زوجته، ولكن كيم، وهي شقراء شابة طويلة الساق من نيويورك.
تتصاعد الدراما لأن روجر يحب زوجته، على الرغم من أنه يعلم أنه يتم دفعه. ترى «بوبي» أن «كيم» تشكل تهديدًا على زواجها، وتكوِّن «كيم» رابطًا مع «سوزان». من خلال دقة المسرحية، بوبي وحده.

## تاريخ الإنتاج
كان إنتاج براودوي 2001 من قبل ايفان بيرجمان، مع مجموعات من جون فاريل، وأزياء منجيل كليبر، وإضاءة بواسطة ستيف رست وتصميم صوتي لـ سينثيا توهي. كان مدير المسرح هو جيم رينج.
لعبت نانسي هيستي دور البطولة في دور بوبي بولند، مع هوليداي سيغال في دور سوزان جونسون، جريج هنري في دور روجر بولاند، وبايرون لويد في دور سام وايت، وديفيد ليتل في دور جورج مكجوان، وتانيا كلارك في دور كيم ماكجوان.